# Crisis de Chipre
La crisis de Chipre o período EOKA denomina un período de violencia política entre los grecochipriotas y los turcochipriotas entre los años 1955 y 1964.

## Antecedentes
En 1914, luego que el Imperio otomano iniciara su participación en la Primera Guerra Mundial del lado de las Potencias Centrales, la isla de Chipre fue anexada por Gran Bretaña. Posteriormente, el Gobierno británico se la ofreció al rey Constantino I de Grecia, a condición de que Grecia participase de su lado en la guerra. Aunque la oferta fue apoyada por el primer ministro griego Eleftherios Venizelos, fue rechazada por el rey, quien deseaba mantener a su país lejos de la lucha.
Luego de la fundación de la República de Turquía en 1923, el nuevo Gobierno turco reconoció formalmente la soberanía británica sobre Chipre. Los grecochipriotas creían que la unión con Grecia (enosis) era su derecho natural e histórico, como muchas de las islas del Egeo y el Jónico habían hecho luego del colapso del Imperio otomano. En 1931 se iniciaron disturbios en contra de la administración británica. Los británicos suprimieron esas revueltas, abolieron el Consejo Legislativo de la isla y prohibieron los partidos políticos. Al fin de la Segunda Guerra Mundial, los británicos rechazaron nuevas demandas para la unión; en vez de ello, ofrecieron concesiones para el gobierno local o autogobierno.
En agosto de 1954, Grecia, que había evitado involucrarse en Chipre debido a su alianza con Gran Bretaña, buscó llevar la cuestión chipriota ante la Asamblea General de las Naciones Unidas, sin éxito. En las discusiones que siguieron en las Naciones Unidas, Turquía anunció que se oponía a la unión de Chipre con Grecia. Además, declaró que si Gran Bretaña se retirase de la isla, el control debiere volver a Turquía; ya que la población turca era una parte importante, y ya había gobernado el lugar por varios cientos de años, antes de entregarlo a Gran Bretaña y su posterior anexión en 1914. Por su parte, los grecochipriotas adujeron que esa posición no respetaba su derecho de autodeterminación.

### Enosisytaksim
En 1955, ante los repetidos rechazos británicos de las demandas grecochipriotas de unión o enosis, la Organización Nacional de Combatientes Chipriotas (EOKA) inició una campaña armada clandestina. Esta, dirigida por el militar griego Georgios Grivas, atacó de manera sistemática a las autoridades coloniales británicas. Las acciones de la EOKA alteraron la posición del Gobierno turco, que pasó de exigir la reincorporación completa a demandar la partición o taksim.
Turquía promovió la idea de que en la isla de Chipre existían dos comunidades distintas, y eludió su antigua afirmación de que «el pueblo de Chipre eran todos sujetos turcos». Así, el objetivo de Turquía a favor de la autodeterminación de dos comunidades llevó, en efecto, a la partición de iure de la isla. Esto podría justificarse ante la comunidad internacional contra la voluntad de la mayoría de la población griega de Chipre. El Dr. Fazıl Küçük, en 1954, ya había propuesto que Chipre se dividiera en dos en el paralelo 35°.

## Crisis de 1955-59

Bandera de la Organización Nacional de Combatientes Chipriotas (EOKA).

Para luchar contra la EOKA, las autoridades británicas comenzaron a reclutar turcochipriotas para la policía que patrullaba Chipre. La organización respondió contra estas, pero su líder, Georgios Grivas, no deseaba abrir un nuevo frente luchando contra los turcochipriotas. Grivas les aseguró que la EOKA no dañaría a su gente. Sin embargo, en 1956, miembros de la EOKA asesinaron a varios policías turcochipriotas. Esto provocó violencias entre las comunidades durante la primavera y el verano; aunque los ataques contra los policías no había sido motivados por el hecho de ser turcochipriotas.
En enero de 1957, no obstante, Grivas cambió su política, ya que sus fuerzas en las montañas acusaban cada vez más la presión de las fuerzas británicas. Con el fin de desviar su atención, los miembros de la EOKA comenzaron a atacar a los policías turcochipriotas en las ciudades. Pretendían así que esa comunidad se rebelara contra los grecochipriotas y, de este modo, que las fuerzas de seguridad fuesen replegadas de las montañas para restaurar el orden.
El 19 de enero, el asesinato de un policía turcochipriota y la lesión de otros tres mediante una bomba eléctrica provocó tres días de violencia intercomunitaria en Nicosia. Las dos comunidades se enfrentaron en represalias, con al menos un grecochipriota asesinado. Los turcochipriotas implicados quemaron las tiendas de propietarios grecochipriotas y atacaron sus vecindarios. Para reprimirlos, el ejército se desplegó en las calles. Después de los acontecimientos, los voceros grecochipriotas propagaran la idea que los disturbios habían sido simplemente fruto de la agresión turcochipriota. A la postre, estos acontecimientos separaron a las comunidades en Chipre.
El 22 de octubre de 1957, sir Hugh Mackintosh Foot reemplazó a sir John Harding como gobernador británico de Chipre. Antes de cualquier decisión final sobre el futuro de la isla, Foot sugirió de cinco a siete años de autogobierno. Su plan rechazaba tanto la enosis como el taksim. La comunidad turcochipriota rechazó el plan, pues no incluía la partición, y respondió con una serie de manifestaciones antibritánicas en Nicosia, los días 27 y 28 de enero de 1958. Entonces, los británicos lo retiraron.
En ese mismo 1958, los signos de insatisfacción con los británicos aumentaron en ambas partes. Parte de los turcochipriotas formaron la Volkan, más tarde conocida como el grupo paramilitar de la Organización de Resistencia Turca (TMT), para promover la partición y la anexión de Chipre a Turquía, según lo dictaba el plan del presidente turco Menderes. El 27 de enero, soldados británicos abrieron fuego contra los protestantes turcochipriotas. Los acontecimientos continuaron hasta el día siguiente.
En junio de 1958, se esperaba que el primer ministro británico Harold Macmillan propusiera un plan para resolver la cuestión de Chipre. A la luz de los nuevos acontecimientos, los turcos se manifestaron en Nicosia para promover la idea de que los turco y grecochipriotas no podían vivir juntos y, por lo tanto, cualquier plan que no incluyera la partición era inviable. La violencia fue seguida rápidamente de bombas, muertes de grecochipriotas y saqueos a sus propiedades. Los turco y grecochipriotas comenzaron a huir de las poblaciones mixtas, donde eran una minoría en busca de seguridad. Esto fue, efectivamente, el comienzo de la segregación de las dos comunidades. El 7 de junio de 1958 estalló una bomba en la entrada de la embajada turca en Chipre. Tras el bombardeo, los turcochipriotas saquearon las propiedades grecochipriotas. El 26 de junio de 1984, el líder turco-chipriota, Rauf Denktaş, admitió en el canal británico ITV que la bomba fue colocada por los mismos turcos para crear tensión. El 9 de enero de 1995 Rauf Denktaş repitió su demanda al famoso periódico turco Milliyet en Turquía.

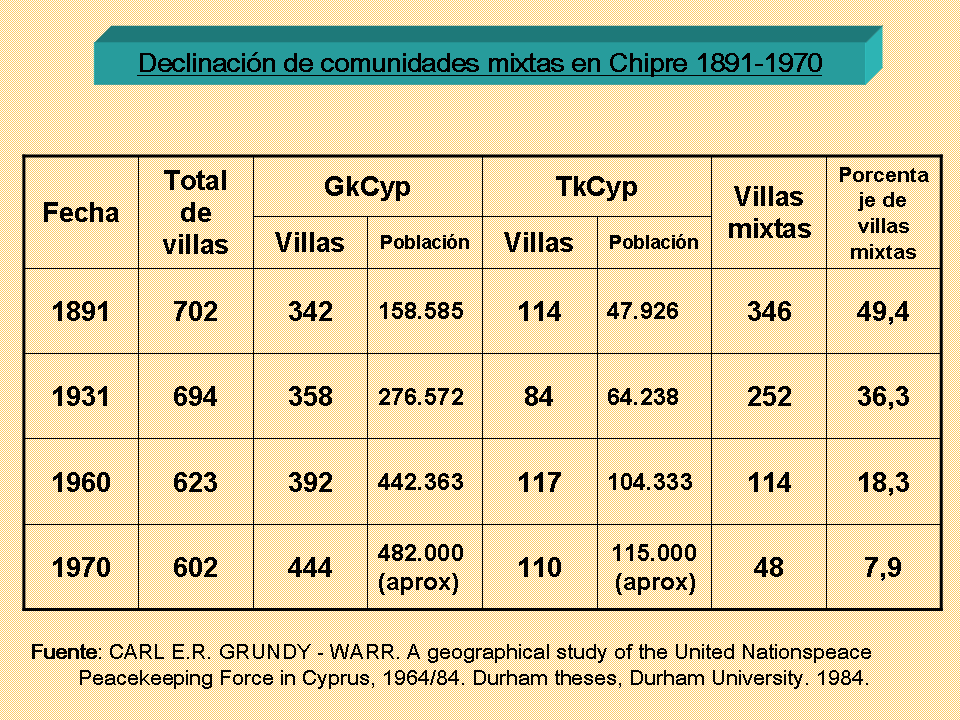
Evolución de los pueblos mixtos en Chipre entre 1891 y 1970.

La crisis llegó a su clímax el 12 de junio, cuando ocho grecochiprioras, de un grupo armado de treinta y cinco detenidos por soldados de la Royal Horse Guards, sospechosos de preparar un ataque al barrio turco de Skylloura, fueron asesinados en un presunto ataque de turcochipriotas locales, cerca de la aldea de Geunyeli, al habérseles ordenado a caminar de regreso a su pueblo de Kondemnos.

## La República de Chipre
Luego del comienzo de la campaña de la EOKA, el Gobierno británico comenzó a convertir la cuestión de Chipre de un problema colonial británico en una cuestión griego-turca. La diplomacia británica ejerció una influencia sobre el Gobierno de Adnan Menderes, con el objetivo de hacer que Turquía se invlucrase en Chipre. Para los británicos, el intento tenía un doble objetivo: por un lado, silenciar lo más rápido posible la campaña de la EOKA; por el otro, al evitar que los turcochipriotas se uniesen a los grecochipriotas contra las reclamaciones coloniales británicas sobre Chipre, la isla permanecería bajo su poder.
Los dirigentes turcochipriotas visitaron a Menderes para discutir la cuestión de Chipre. Cuando se le preguntó cómo responderían los turcochipriotas a la reclamación grecochipriota de enosis, Menderes respondió: «Deberían ir al ministro británico de Asuntos Exteriores y pedir que el statu quo se prolongue, para que Chipre permanezca como colonia británica». Los turcochipriotas visitaron al ministro británico de Asuntos Exteriores y pidieron que Chipre siguiera siendo una colonia; el ministro respondió: «No deberían estar pidiendo el colonialismo hoy, deberían pedir que Chipre sea devuelta a Turquía, su antiguo dueño».
Mientras los turcochipriotas comenzaban a buscar protección de Turquía, pronto se hizo evidente para los grecochipriotas que la enosis era improbable. El líder grecochipriota y arzobispo Makarios III estableció entonces la independencia de la isla como su objetivo.
Gran Bretaña buscó resolver la disputa creando un Estado chipriota independiente. En 1959, todas las partes involucradas firmaron los acuerdos de Zúrich: Gran Bretaña, Turquía, Grecia y los líderes greco y turcochipriotas, Makarios y Fazıl Küçük, respectivamente. La nueva Constitución se basó, en gran medida, en la composición étnica de la isla. El presidente sería un grecochipriota, y el vicepresidente, un turcochipriota con igual poder de veto. La contribución al servicio público se fijaría en una proporción de 70:30, y el Tribunal Supremo estaría compuesto por un número igual de jueces de ambas comunidades, más un juez independiente que no fuera griego, turco ni británico.
Los acuerdos de Zúrich fueron complementados por varios tratados. El Tratado de Garantía (1960) declaró que se prohibía la secesión o la unión con cualquier Estado, y que Grecia, Turquía y Gran Bretaña tendrían el estatus de garante para intervenir si esto fuera violado. El Tratado de Alianza permitió la colocación de dos pequeños contingentes militares griegos y turcos en la isla. Mientras que el Tratado de Establecimiento otorgó a Gran Bretaña la soberanía sobre dos bases en Akrotiri y Dhekelia.
De este modo, el 15 de agosto de 1960 se proclamó la República de Chipre. La nueva Constitución trajo insatisfacción a los grecochipriotas, quienes la consideraban injusta por razones históricas, demográficas y contributivas. Mientras que el 80% de la isla eran grecochipriotas, pueblo originario de la isla —argüían— durante miles de años, además de contribuir al 94% de los impuestos, la Constitución otorgaba a la minoría turcochipriota (17% de la población) una contribución del 6% a los impuestos, el 30% de los empleos estatales y el 40% de los puestos de seguridad nacional.

### Propuesta de reforma constitucional y plan Akritas
En tres años, empezaron a surgir tensiones entre las dos comunidades en los asuntos administrativos; en concreto, las disputas sobre municipios separados y la fiscalidad estancaron la actividad del Gobierno. El Tribunal Constitucional dictaminó en 1963 que el presidente Makarios no había cumplido el artículo 173 de la Constitución, que pedía el establecimiento de municipios separados para los turcochipriotas. Posteriormente, Makarios declaró su intención de ignorar la sentencia, lo que resultó en la renuncia del juez de Alemania Occidental a su cargo. Makarios propuso trece enmiendas que, según el historiador Keith Kyle, tenía el efecto de resolver la mayoría de las cuestiones en favor de los grecochipriotas. En virtud de las propuestas, el presidente y el vicepresidente perderían su veto, se abandonarían los municipios separados —tal como reclamaban los turcochipriotas—, se descartaría la necesidad de mayorías separadas por ambas comunidades para aprobar la legislación y se fijaría la contribución de la función pública en proporciones de población reales (82:18), en lugar de la cifra ligeramente superior para los turcochipriotas.
La intención detrás de las enmiendas ha sido cuestionada desde hace tiempo. El plan Akritas, escrito en el apogeo de la disputa constitucional por el ministro de Interior, el grecochipriota Policarpos Yorgadjis, pidió que se eliminaran los elementos indeseables de la Constitución para permitir el funcionamiento del poder. El plan estipulaba un ataque organizado a los turcochipriotas si mostraban signos de resistencia a las medidas, afirmando: «En caso de un ataque turco programado o organizado, es imperativo superarlo por la fuerza en el menor tiempo posible, porque si tenemos éxito en ganar el control de la situación, la intervención sería justificada o posible». Si las propuestas de Makarios eran parte del plan Akritas no está claro. Sin embargo, lo cierto es que el sentimiento a favor de la enosis no había desaparecido por completo con la independencia. Makarios describió la independencia como «un paso en el camino hacia la enosis». Los preparativos para el conflicto tampoco estaban totalmente ausentes en los turcochipriotas, ya que los elementos de la derecha todavía creían que la taksim era la mejor salvaguarda contra la unión con Grecia.
Sin embargo, los grecochipriotas creen que las enmiendas son una necesidad derivada de un intento percibido por los turcochipriotas de frustrar el funcionamiento del Gobierno. Los turcochipriotas lo vieron como un medio para reducir su estatus dentro del Estado de uno de cofundador a otro de minoría, viéndolo como un primer paso hacia la enosis. La situación de seguridad se deterioró rápidamente.

## Crisis de 1963-64
El 21 de diciembre de 1963 aconteció un conflicto armado conocido como Navidad Sangrienta. De acuerdo con el relato de Erik Solsten, en tal fecha en Nicosia, «una patrulla policial grecochipriota, que aparentemente se encontraba documentos de identificación, paró a a una pareja turcochipriota en el límite del barrio turco. Se reunió una multitud hostil, hubo disparos y resultaron muertos dos turcochipriotas».
Ese mismo día, los turcochipriotas armados de la TMT se enfrentaron con grecochipriotas leales al ministro Yorgadjis. Junto con los paramilitares de la EOKA de Grivas, grupos grecochipriotas lanzaron un ataque sobre los turcochipriotas en Nicosia y Larnaca. Inmediatamente después, la pequeña resistencia de los turcochipriotas tomó posiciones en áreas que estaban dentro del barrio turco de Nicosia, y comenzó la acción. Atacaron unos 103 pueblos turcochipriotas. De los suburbios en el norte de Nicosia, trasladaron a setecientos rehenes turcochipriotas, entre ellos mujeres y niños, que se convirtieron en refugiados en su propio país. Después de que los grecochipriotas del suburbio fueran atacados por la milicia turcochipriota, el periodista Nikos Sampson, miembro de la EOKA, dirigió una excavadora y condujo a un grupo de irregulares grecochipriotas al suburbio mixto de Omorphita.
El historiador griego Ronaldos Katsaunis declaró haber sido testigo ocular del asesinato por represalia y entierro comunal de treinta y dos civiles turcochipriotas en 1963 en Famagusta. Los periódicos contemporáneos también informaron sobre el éxodo de los turcochipriotas de sus hogares. De acuerdo con el número de 1964 de la revista Times, contra los turcochipriotas emplearon amenazas, disparos e intentos de incendio para obligarlos a salir de sus hogares. El Daily Express escribió que «25 000 turcos ya han sido forzados a abandonar sus hogares». A su vez, The Guardian informó de una masacre de turcochipriotas en Limasol, el 16 de febrero de 1964. Pierre Oberling señaló que, según fuentes oficiales, la crisis de 1963-64 causó la muerte de 364 turcochipriotas y 174 grecochipriotas.
Turquía alistó su flota, y sus aviones de combate sobrevolaron Nicosia. No obstante, el Gobierno turco fue disuadido de intervenir directamente con la creación en marzo de 1964 de una Fuerza de las Naciones Unidas para el Mantenimiento de la Paz en Chipre (UNFICYP). A pesar del alto el fuego negociado en Nicosia, persistieron los ataques contra los turcochipriotas, en particular en Limasol. Preocupado por la posibilidad de una invasión turca, Makarios emprendió la creación de un Ejército grecochipriota: la Guardia Nacional de Chipre. A su cargo designó a un general de Grecia, mientras que el Gobierno chipriota trajo de manera clandestina desde Grecia a otros veinte mil oficiales y hombres bien equipados. Una vez más, el Gobierno turco amenazó con intervenir, pero fue impedido por una carta firmemente redactada por el presidente estadounidense Lyndon B. Johnson, ansioso por evitar un conflicto entre dos aliados de la OTAN en medio de la Guerra Fría.
Los turcochipriotas habían establecido una importante cabeza de puente en Kokkina, con armas, voluntarios y materiales provenientes de Turquía. Viendo esta incursión de armas y tropas extranjeras como una gran amenaza, el Gobierno chipriota solicitó a Georgios Grivas que regresara de Grecia como comandante de las tropas griegas en la isla, para así lanzar un ataque de mayor escala a la cabeza de puente. Turquía tomó represalias y envió sus aviones de combate para bombardear las posiciones griegas; por su parte, Makarios amenazó con atacar cada aldea turcochipriota en la isla si los bombardeos no cesaban. El conflicto había llegado a Grecia y Turquía, con ambos países acumulando tropas en sus fronteras de Tracia. Los esfuerzos de la mediación del estadounidense Dean Acheson, antiguo secretario de Estado, y del mediador nombrado por la ONU, el otrora presidente ecuatoriano Galo Plaza Lasso, fallaron, mientras que la división de las dos comunidades se hizo más evidente.
Las fuerzas grecochipriotas fueron estimadas en unos treinta mil, incluida la Guardia Nacional y el contingente de Grecia. La defensa de los enclaves turcochipriotas consistía de una fuerza de aproximadamente cinco mil irregulares, encabezada por un coronel turco, pero carente del equipo y la organización de las fuerzas griegas. El secretario general de las Naciones Unidas en 1964, Thant, informó de los daños durante los conflictos:

UNFICYP carried out a detailed survey of all damage to properties throughout the island during the disturbances; it shows that in 109 villages, most of them Turkish-Cypriot or mixed villages, 527 houses have been destroyed while 2,000 others have suffered damage from looting.
La Fuerza de las Naciones Unidades para el Mantenimiento de la Paz en Chipre llevó a cabo una inspección detallada de todos los daños a las propiedades a lo largo de la isla durante los disturbios; muestra que, en 109 pueblos, la mayoría de ellos pueblos turcochipriotas o mixtos, fueron destruidas 527 casas, mientras que otras 2000 han sufrido daños por saqueos.

## Hechos posteriores

### Crisis de 1967
La situación se deterioró en 1967, cuando un golpe militar derrocó en abril al Gobierno de Grecia y comenzó a presionar a Makarios para que llevase a cabo la enosis. Receloso de integrar a Chipre en una dictadura militar o detonar una invasión turca, Makarios empezó a distanciarse de la unión. Eso causó tensiones con la Junta Militar de los coroneles griegos, así como con Georgios Grivas en Chipre. El control de Grivas sobre la Guardia Nacional y el contingente griego en la isla era visto como una amenaza hacia la posición de Makarios, que temía un golpe de Estado.
Grivas escaló el conflicto cuando sus unidades armadas comenzaron a patrullar los enclaves turcochipriotas de Agios Theodoros y Kofinou. El 15 de noviembre entablaron un intenso combate con esa comunidad. Para el momento del repliegue, habían muerto 26 turcochipriotas. El Gobierno turco respondió con un ultimátum: exigía la extradición de Grivas, la retirada de las tropas griegas por encima de los límites del Tratado de Alianza y el fin de los bloqueos económicos en los enclaves turcochipriotas. Grivas renunció a su cargo, y abandonaron la isla cerca de doce mil soldados griegos. Asimismo, Makarios intentó consolidar su posición, por lo que redujo el número de tropas de la Guardia Nacional y creó una fuerza paramilitar leal a la independencia chipriota. En 1968, reconociendo que la enosis era ya casi imposible, Makarios afirmó: «Hay que buscar una solución por necesidad dentro de los límites de lo factible, que no siempre coincide con los límites de lo deseable».

### Golpe grecochipriota

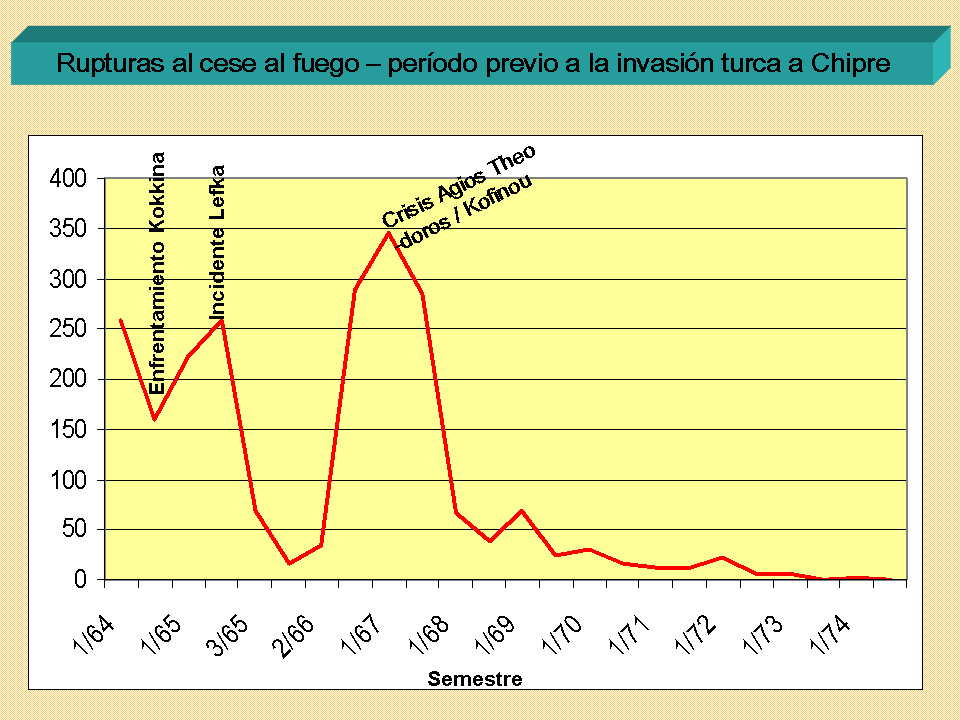
Rupturas del cese-el-fuego en Chipre desde 1964

Después de 1967, las tensiones entre comunidades decayeron. En cambio, la principal fuente de tensión en la isla provino de facciones dentro de la comunidad grecochipriota. Aunque Makarios había abandonado efectivamente la enosis en favor de una «solución alcanzable», muchos otros continuaron creyendo que la única aspiración política legítima para los grecochipriotas era la unión con Grecia. Grivas acusó a Makarios de traicionar la causa, y, en 1971, regresó de manera clandestina a la isla.
A su llegada, Grivas estableció un grupo paramilitar nacionalista: la Organización Nacional de Combatientes Chipriotas Beta (EOKA-B). Esta se equiparaba con la lucha de la antigua EOKA a favor de la enosis bajo la administración colonial británica de los años cincuenta.
La Junta Militar de Atenas consideró a Makarios como un obstáculo, y giró fondos a Grivas para llevar a cabo una serie de ataques y financiar una campaña de propaganda, a través de la creación de periódicos prounión. El fracaso de Makarios en disolver la Guardia Nacional, entre cuya oficialía predominaban los griegos continentales, significaba que la Junta tenía el control práctico sobre la elite militar chipriota, dejando al presidente Makarios aislado y un blanco vulnerable.

### Invasión Turca
Como consecuencia del golpe de Estado del 15 de junio de 1974 contra el Gobierno de Makarios y, bajo la excusa de peligro de enosis, fuerzas turcas invaden la isla el 20 de junio. Estas ocupan un tercio de la isla al 16 de agosto.

## Lectura adicional
- Cyprus-Conflict.net Un sitio web independiente e integral dedicado al conflicto de Chipre, que contiene una narrativa detallada, así como documentos, informes y testimonios oculares.
- Library of Congress Cyprus Country Study Información detallada sobre Chipre, que abarca las diversas fases del conflicto de Chipre.

## Categorías
- Datos: Q10292596